# Generación Z
| Generaciones sociales de Occidente |
| --- |
| Generación perdida Generación grandiosa Generación silenciosa Baby boomer Generación X Generación Y Generación Z Generación Alfa Generación Beta |

La generación Z  es la cohorte demográfica que sigue a la generación milénica y precede a la generación Alfa. Conocidos coloquialmente como zoomers o centennials, se suele incluir como parte de la generación Z a aquellas personas nacidas desde mediados o finales de la década de 1990 hasta finales de la década de los 2000 o principios de la década de los 2010. La mayoría de personas pertenecientes a la generación Z ha utilizado internet desde muy joven y se siente cómoda con la tecnología y los medios sociales.

## Terminología
Ciertamente, es muy difícil acotar un concepto, porque surgen otras alternativas en su definición y su nominación. Lo relevante es generar los criterios de definición del concepto y la propuesta de su nominación sea argumentada, bajo un planteamiento congruente. Por ejemplo, dar por criterio aquella generación que desde su temprana infancia interactúa con medios digitales (teléfonos, tabletas, ordenadores portátiles, ordenadores de escritorio), porque estos dispositivos están en su entorno cotidiano y los usan de manera habitual; y se denominan como posmileniales, distinguiendo de los mileniales, en tanto estos últimos comenzaron a interactuar con ellos ya en su infancia tardía; lo que implica un cambio cualitativo.
William Strauss y Neil Howe escribieron varios libros sobre el tema de las generaciones y son ampliamente reconocidos por acuñar el término mileniales (originalmente millennials en inglés). Howe ha dicho: «Nadie sabe quién nombrará a la próxima generación después de los milénicos». En 2005, su compañía patrocinó un concurso en línea en el que los encuestados votaron a favor del nombre Homeland Generation. Eso fue poco después de los ataques terroristas del 11 de septiembre, y una de las consecuencias del desastre fue que los estadounidenses podrían haberse sentido más seguros al quedarse en casa. Howe se ha descrito a sí mismo como «no totalmente casado» con el nombre y ha advertido que «los nombres están siendo inventados por personas que tienen un gran comunicado de prensa. Todo el mundo está buscando un gancho».
En 2012, USA Today patrocinó un concurso en línea para que los lectores eligieran el nombre de la próxima generación después de la milénica. Se sugirió el nombre generación Z, aunque el periodista Bruce Horovitz pensó que algunos podrían encontrar el término «desagradable». Otros nombres que se propusieron fueron iGeneration, Gen Tech, Gen Wii, Net Gen, Digital Natives y Plurals.
Posmilenial es un nombre dado por el Departamento de Salud y Servicios Humanos de los Estados Unidos y Pew Research en las estadísticas publicadas en 2016 que muestran los tamaños relativos y las fechas de las generaciones. Las mismas fuentes mostraron que a partir de abril de 2016, la generación milénica superó a la población de los baby boomers en EE. UU. (77 millones frente a 76 millones en los datos de 2015); sin embargo, los posmilénicos estaban por delante de los milénicos en otra encuesta del Departamento de Salud y Servicios Humanos (69 millones frente a 66 millones).
iGeneration (o iGen) es un nombre que varias personas afirman haber acuñado. La demógrafa Cheryl Russell señala haber usado el término por primera vez en 2009. La profesora de psicología y autora Jean Twenge afirma que el nombre iGen «apareció en su cabeza» mientras conducía cerca de Silicon Valley, y que tenía la intención de usarlo como título de su libro de 2006 Generation Me acerca de la generación milénica, hasta que fue anulado por su editor. En 2012, la revista Ad Age pensó que iGen era «el nombre que mejor se adapta y que mejor conducirá a la comprensión de esta generación». En 2014, un periodista de NPR señaló que iGeneration «parece estar ganando» como nombre para los posmileniales. En septiembre de 2018, Jean Twenge vio en los teléfonos inteligentes y los medios sociales una «iGen» infeliz y conforme, que ella describió como la generación que comenzó en 1995.
Frank N. Magid Associates, una agencia de publicidad y mercadotecnia, apodó a esta cohorte demográfica The Pluralist Generation o Plurals. Turner Broadcasting System también abogó por llamar Plurals a la generación posmilenial.
MTV ha etiquetado a la generación como The Founders, basándose en los resultados de una encuesta que realizaron en marzo de 2015. El presidente de MTV, Sean Atkins, comentó: «son conscientes de que los sistemas se han roto, pero no pueden ser la generación que dice que lo romperemos aún más». Kantar Futures ha llamado a esta cohorte The Centennials.
En 2017 se publicó un artículo de la BBC que presentaba a los individuos de la generación Z refiriéndose a sí mismos como innovadores. También en 2017, un artículo de Exago describía que hacer negocios hoy en día requiere entender el sólido vínculo entre la innovación y las personas pertenecientes al grupo generación Z.
En 2018, una encuesta del New York Times reflejó el apoyo que recibía el nombre Delta Generation o Deltas. El personal del Times seleccionó Delta Generation como su etiqueta favorita, con un remitente explicando: «Delta se utiliza para denotar el cambio y la incertidumbre en las matemáticas y las ciencias, y mi generación fue moldeada por el cambio y la incertidumbre».
Statistics Canada ha señalado que a veces se hace referencia a la cohorte como la generación de internet (Internet generation), ya que es la primera generación que ha nacido después de la popularización de Internet. En Japón, la cohorte es descrita como nativos neodigitales (neo-digital natives), un paso más allá de la cohorte anterior descrita como Digital Natives. Los nativos digitales se comunican principalmente mediante texto o voz, mientras que los nativos neodigitales utilizan vídeo o películas. Esto enfatiza el cambio de PC a móvil y de texto a vídeo entre la población neodigital.
En marzo de 2018, los supervivientes del tiroteo en la escuela secundaria Stoneman Douglas de Parkland, miembros de la generación Z, comenzaron a referirse a sí mismos como la generación del tiroteo masivo, aunque los tiroteos escolares como la masacre de la Escuela Secundaria de Columbine también han sido asociados con generaciones anteriores.

## Fechas y rango de edad
El diccionario en línea Merriam-Webster describe a la generación Z como la generación de personas nacidas a finales de la década de 1990 y principios de la década de 2000.
El Pew Research Center define a los posmileniales como los nacidos a partir de 1997, eligiendo esta fecha por «factores políticos, económicos y sociales», incluyendo los ataques terroristas del 11 de septiembre. Pew indicó que utilizarían 1997-2012 para futuras publicaciones, pero que permanecerían abiertas para la recalibración de las fechas.
Bloomberg definió a la generación Z como «el grupo de niños, adolescentes y adultos jóvenes aproximadamente entre las edades de 7 y 22 años» en 2019, es decir, aquellos nacidos entre los años 1997 y 2012.
La Asociación Americana de Psicología inicia la generación Z en 1997. The Futures Company, la agencia de marketing Frank N. Magid Associates y The Shand Group utilizan 1997 como el primer año de nacimiento de esta cohorte.
En un artículo de 2022 para el Oficina del Censo de EE. UU., los economistas Neil Bennett y Briana Sullivan describieron a la generación Z como los nacidos entre 1997 y 2013. 
Statistics Canada define a la generación Z como los nacidos entre 1997 y 2012, citando al Pew Research Center, en una publicación de 2022 que analiza su censo de 2021.
El Centro de Investigación McCrindle de Australia define la generación Z como aquellos nacidos entre 1995 y 2009, comenzando con un aumento en las tasas de natalidad, y ajustando su nueva definición de un período generacional con un máximo de 15 años. Sparks and Honey y el psicólogo Jean Twenge describen a la generación Z como los nacidos en 1995 o más tarde. Randstad Canadá describe a la generación Z como aquellos nacidos entre 1995 y 2014.
American Banker, periódico comercial diario y sitio web que cubre la industria de servicios financieros, dice en una publicación que «Si bien el rango de edad para la generación Z todavía está en discusión, existe un amplio consenso en que la generación Z comienza con personas nacidas alrededor de 1993 a 1995».
Portafolio, el diario colombiano líder en información y noticias de economía y negocios, en un artículo fechado en 2021 titulado Propiedad colaborativa, tendencia de inversión en nuevas generaciones, define a la generación Z como los nacidos entre 1993 y 2005.
El Tiempo, en un artículo de 2019 titulado El 89% de la generación Z piensa gastar su dinero en viajes, basándose en un estudio de Booking.com, define a la generación Z como los jóvenes nacidos entre 1993 y 2005.
Proceso Geek, empresa capacitada en desarrollo tecnológico, diseño, creación de marcas, y análisis mercadológico, en una publicación de 2020, define a la generación Z o Post Millenial como aquellos nacidos entre 1992-2010.
Diari de Tarragona, en un artículo de 2020 titulado El valor de la diversidad generacional, define a la generación Z como los nacidos entre 1993 y 2010.
Un informe de 2016 de Goldman Sachs describe a la generación Z como aquellos nacidos después de 1998. En Japón, las generaciones se definen por un período de diez años con nativos neodigitales a partir de 1997.
Shopware, que es una herramienta Open Source para eCommerce, dice en una publicación fechada en 2020, que «Las definiciones van desde 1993 a 2000 como el primer año de nacimiento y de 2009 a 2012 como el último. A diferencia del punto de partida poco claro para esta cohorte, 2012 parece haberse establecido en gran medida como el último año de nacimiento de la generación Z». Operation Mobilisation (OM), que es una organización misionera cristiana nacida en México, define a la generación Z como aquellos «nacidos entre 1993-2012 (más o menos)».
Anthony Turner, en su artículo de 2015 para ResearchGate, titulado Generation Z: Technology and Social Interest, dice que la generación Z comienza en 1993 y finaliza en 2005. Kurt Cagle, publicó un artículo para Forbes en 2019 titulado How Gen Z (and Gen AA) Are Reshaping the Economy, en él, Cagle define a la Generación Z como aquellos nacidos de 1992 a 2008, a quienes llama «Digitales».
James Emery White, autor y pastor fundador de Mecklenburg Community Church en Charlotte, Carolina del Norte, en su libro de 2017 titulado Meet Generation Z: Understanding and Reaching the New Post-Christian World, define a la generación Z como aquellos nacidos aproximadamente entre 1993 y 2012.
La Asociación Canadiense de Estudios de Seguridad e Inteligencia (por sus siglas en inglés CASIS) define a la generación Z como los nacidos entre 1993-2012. El diario español ABC, en un estudio de 2017, señaló a la generación Z como los jóvenes nacidos a partir de 1993.
El Observatorio Generación & Talento, en el que participan empresas como CaixaBank, Gas Natural Fenosa, Mapfre, Orange, Repsol, Banc Sabadell o Banco Santander, publicó un extenso estudio titulado Diagnóstico de la diversidad generacional: análisis del talento intergeneracional en las empresas, tratándose del primer estudio en España con rigor científico sobre el talento generacional y que contó con la colaboración académica de la Universidad Pontificia de Comillas y de ICADE Business School, define a la generación Z como los nacidos entre 1993 y 2010.
La consultora española Inforges, especializada en Tecnología, Organización, Gestión del Talento y Comunicación digital, define a la generación Z o Nativos Digitales como los nacidos a partir de 1992. María del Carmen Parrino, doctora en Educación, profesora en Matemáticas y en Física, en su libro de 2014 titulado ¿Evasión o expulsión?: Los mecanismos de la deserción universitaria, cita al psicólogo Alejandro Schujman (2011) para definir a la generación Z como aquellos nacidos de 1992 en adelante.
Viviana Laura Díaz, especialista en Neurociencia, en su libro de 2018 titulado Teletrabajo y Neurotecnología, define a la generación Z como aquellos nacidos a partir de 1993. La autora española Amparo Díaz-Llairó, CEO de Global Human Capital Group (GHCG), en su libro publicado en 2011 titulado El talento está en la red, define a la generación Z como los nacidos en 1993-2000.
El periodista y escritor español Julio César Herrero, en su libro publicado en 2020 titulado Manual de marketing político. Cómo afrontar una campaña electoral, define a la generación Z como «los nacidos después de 1992 o 1995».
AB Comunicaciones, consultora con sede en Buenos Aires, define a la generación Z como los nacidos a partir de 1993. PrevenControl, que es una firma especializada en seguridad y salud laboral con sede en Tarrasa, define a la generación Z como aquellos nacidos después de 1992.
Rugren.es en un artículo fechado en 2017 dice que la generación Z o «Generación Einstein», nació entre 1993 y 2009. The Conversation, en una publicación de 2017, define a la generación Z como los nacidos después de 1992.
Gordon Food Service, distribuidor de servicios de alimentos con sede en Wyoming, Míchigan, en un artículo publicado en su sitio web sobre las preferencias alimenticias de la generación Z comenta lo siguiente: «La generación Z lo quiere todo. Comida deliciosa, sabores emocionantes, en cualquier momento y en cualquier lugar. ¿Y por qué no lo harían? Los nacidos en 1993 y después están en sus jóvenes 20's y son producto de un mundo vertiginoso».
Susana Campuzano, en su libro de 2016 titulado La fórmula del lujo, menciona a la generación Z como aquellos nacidos a partir de 2001. El autor y empresario argentino Andrés Cetta, dice en su libro de 2020 titulado Afuera: guía práctica para que la aventura de regionalizar tu producto o servicio sea posible, que la generación Z son los nacidos de 2001 a la fecha.
Bloomberg define a la generación Z como la nacida a partir de 2001. 4PL México, empresa de servicios de logística, define a la generación Z como los nacidos en 2001-2010, llamándolos «Tecno-dependientes (Super Digitales)». Ann Fishman, fundadora y presidenta de Generational-Targeted Marketing, LLC, define a la generación Z como la nacida en 2001-2019.
MTV describió a la generación Z como los nacidos después de diciembre de 2000, con motivo de una encuesta realizada sobre los posibles nombres de la cohorte. La revista TIME considera a la Generación Z como aquellos nacidos a partir del 2001.
Lorman, proveedor de formación en línea y educación continua para profesionales y organizaciones, define a la generación Z como los nacidos de 2001 a 2020.
JBT Corporation define a la generación Z como los nacidos entre 2001 y 2020. La American Marketing Association describe a la generación Z como aquellos nacidos después del 11 de septiembre de 2001, sugiriendo que la cohorte debería ser apodada Gen 9/11 argumentando que «todos los niños nacidos después del 11 de septiembre de 2001 experimentarán un mundo totalmente diferente al de todas las generaciones que la precedieron». La Asia Business Unit of Corporate Directions, Inc. describe a la generación Z como los nacidos entre 2001 y 2015, y la Asociación Filipina de Minoristas describe a la generación Z como la nacida después de 2001. Los autores estadounidenses William Strauss y Neil Howe, conocidos por ser los que acuñaron el término Millenials en 1991 en su libro Generaciones: la historia del futuro de América 1564-2069, describen a la generación Z como aquellos nacidos a partir de 2005 y el punto final será alrededor de mediados de los 2020. Howe ahora se refiere a esta generación como la Generación de la Patria.

## Características

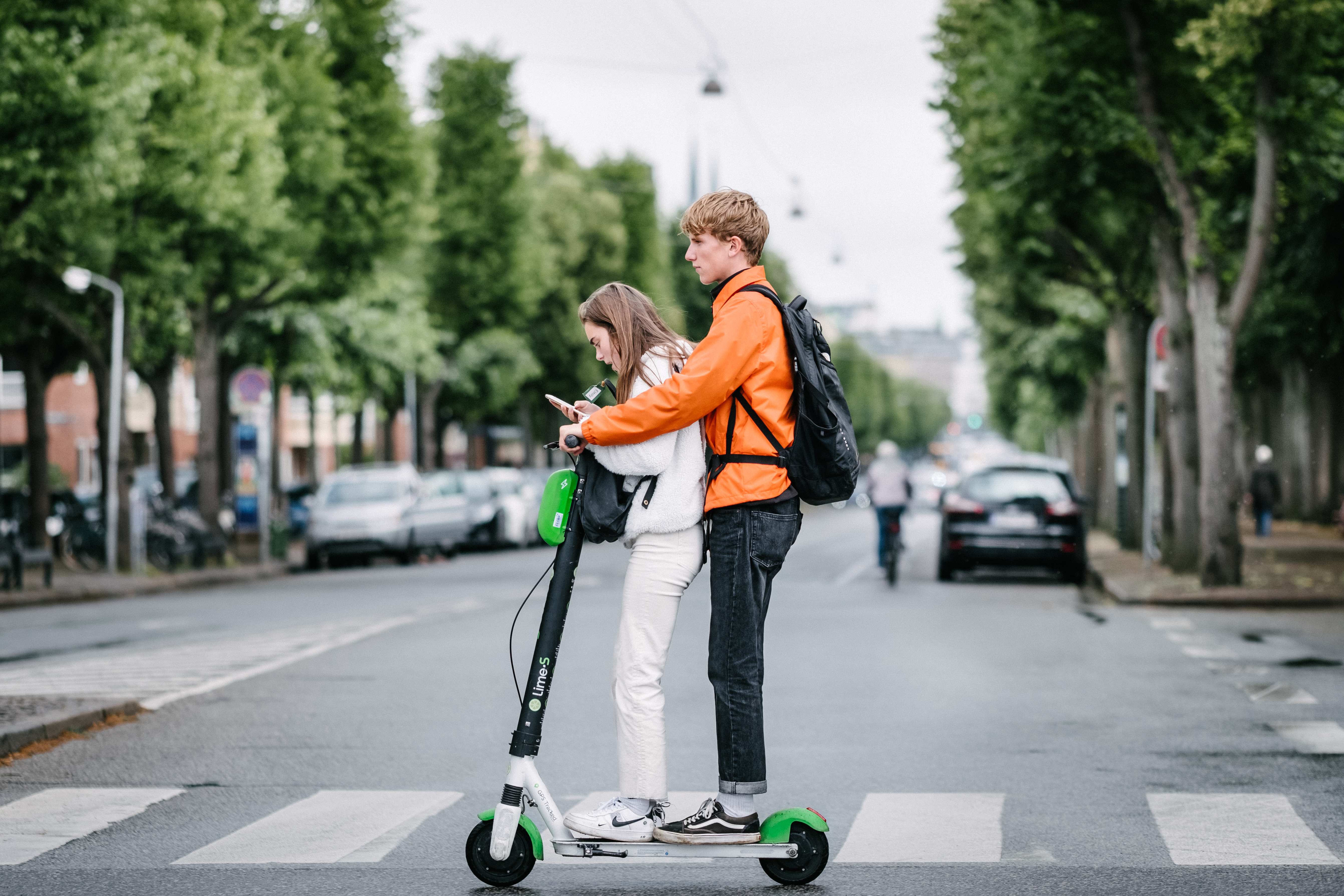

Según Forbes (2015), la generación Z, a la que definieron como la de aquellas personas nacidas entre mediados de la década de 1990 y principios de la década de 2000, constituye el 25 % de la población de Estados Unidos, lo que la convierte en una cohorte demográfica más numerosa que los baby boomers o los milénicos. Frank N. Magid Associates estima que en los Estados Unidos, el 54 % son caucásicos, el 24 % son hispanos, el 14 % son afroamericanos, el 4 % son asiáticos y el 4 % son multirraciales u otros.
La generación Z son a menudo hijos de la generación X, pero también tienen padres que son milénicos. Según la Sociedad Americana de Relaciones Públicas, la Gran Recesión ha enseñado a la generación Z a ser independiente, y ha llevado a un deseo empresarial, después de ver a sus padres y hermanos mayores luchar en el mercado laboral.
Una encuesta realizada en 2013 por Ameritrade reveló que el 47 % de los estadounidenses de entre 14 y 23 años de edad estaban preocupados por la deuda estudiantil, mientras que el 36 % estaban preocupados por poder pagar una educación universitaria. Esta generación se enfrenta a una creciente brecha de ingresos y a una disminución de la clase media, lo que ha llevado a un aumento de los niveles de estrés en las familias.
Tanto los ataques terroristas del 11 de septiembre como la Gran Recesión han influido enormemente en las actitudes de esta generación en Estados Unidos. Sin embargo, a diferencia de sus predecesores los milénicos, la generación Z no tiene recuerdos de los ataques terroristas del 11 de septiembre. Dado que los miembros de más edad aún no estaban al tanto de los atentados del 11 de septiembre (o no habían nacido en ese momento), no existe un recuerdo generacional de una época en la que Estados Unidos no estaba en guerra con las fuerzas del terrorismo global, definidas de manera imprecisa. Turner sugiere que es probable que ambos eventos hayan resultado en un sentimiento de malestar e inseguridad entre la gente de la generación Z con el entorno en el que han crecido. La recesión económica de 2008 es particularmente importante para los acontecimientos históricos que han dado forma a la generación Z, debido a las formas en que su infancia puede haber sido afectada por la sombra de la recesión, es decir, los problemas financieros que afectan a sus padres.
Un estudio de 2014, Generation Z Goes to College, encontró que los estudiantes de la generación Z se identifican a sí mismos como leales, compasivos, reflexivos, de mente abierta, responsables y determinados. La forma en que ven a sus compañeros de la generación Z es muy diferente a la de su propia identidad. Ellos ven a sus compañeros como competitivos, espontáneos, aventureros y curiosos; características que no ven fácilmente en ellos mismos.
Un estudio realizado en 2016 en Estados Unidos encontró que la asistencia a la iglesia entre los jóvenes fue del 41% entre la generación Z, comparado con el 18 % de los milénicos de la misma edad, el 21 % de la generación X, y el 26 % de los baby boomers.
La generación Z es generalmente más reacia al riesgo en ciertas actividades que las generaciones anteriores. En 2013, el 66 % de los adolescentes (miembros mayores de la generación Z) habían probado el alcohol, en comparación con el 82 % en 1991. Además, en 2013, el 8 % de los adolescentes nunca o rara vez usaban el cinturón de seguridad cuando viajaban en automóvil con otra persona, en comparación con el 26 % en 1991.
Una investigación de la Fundación Annie E. Casey realizada en 2016 encontró que los jóvenes de la generación Z tenían menores tasas de embarazo adolescente, menos abuso de sustancias nocivas y mayores tasas de graduación a tiempo en la educación secundaria en comparación con los milénicos. Los investigadores compararon a los adolescentes de 2008 y 2014 y encontraron una reducción del 40 % en el embarazo adolescente, una reducción del 38 % en el abuso de drogas y alcohol, y una reducción del 28 % en el porcentaje de adolescentes que no se graduaron a tiempo en educación secundaria.
The Economist ha descrito a la generación Z como una generación más educada, con buen comportamiento, estresada y deprimida en comparación con las anteriores.

### Uso de la tecnología y las redes sociales

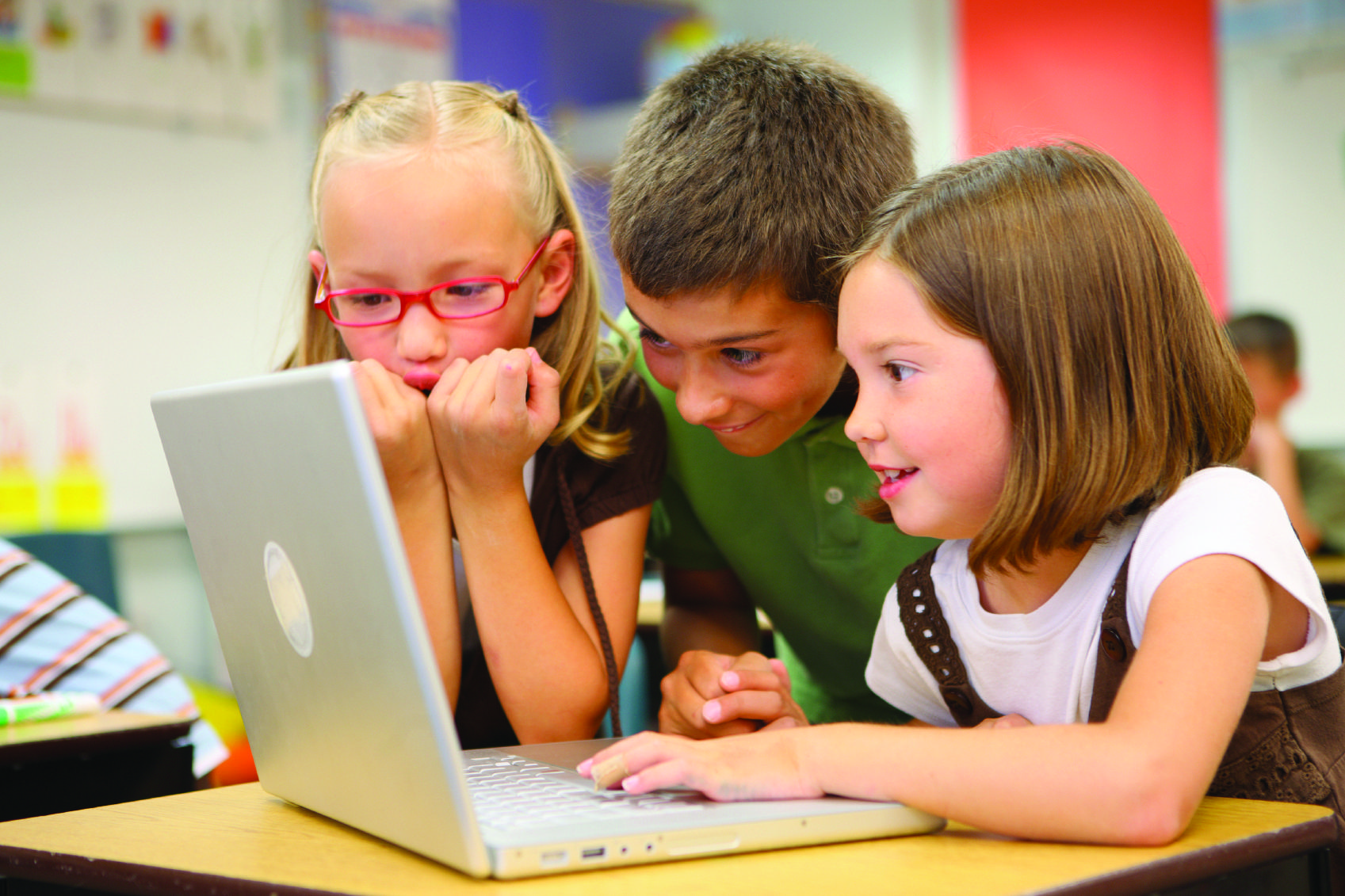
La generación Z ha sido la primera generación en tener acceso generalizado a Internet a una edad temprana

La generación Z es la primera cohorte en tener la tecnología de internet fácilmente disponible a una edad temprana. Con la revolución de la web que se produjo a lo largo de la década de 1990, han estado expuestos a una cantidad sin precedentes de tecnología en su educación. A medida que la tecnología se hizo más compacta y asequible, la popularidad de los teléfonos inteligentes creció exponencialmente. Anthony Turner caracteriza a la generación Z como si tuviera un «vínculo digital con internet», y argumenta que puede ayudar a los jóvenes a escapar de las luchas emocionales y mentales a las que se enfrentan fuera del ámbito digital. Según la consultora estadounidense Sparks and Honey, en 2014 el 41 % de la generación Z pasaba más de tres horas al día utilizando ordenadores para fines distintos del trabajo escolar, en comparación con el 22 % en 2004.
Se calcula que en 2015 unas 150.000 aplicaciones, el 10 % de las disponibles en la App Store de Apple, eran educativas y estaban dirigidas a estudiantes hasta el nivel universitario. Aunque los investigadores y los padres están de acuerdo en que el cambio en el paradigma educativo es significativo, los resultados de los cambios son mixtos. Por un lado, los teléfonos inteligentes ofrecen la posibilidad de una mayor participación en el aprendizaje y una instrucción más individualizada, lo que hace que esta generación sea potencialmente más educada y más completa. Por otro lado, algunos investigadores y padres están preocupados de que la prevalencia de los teléfonos inteligentes pueda causar dependencia tecnológica y una falta de autorregulación que pueda obstaculizar el desarrollo infantil.
Según textually.org, los adolescentes poseen teléfonos móviles sin necesitarlos. A medida que los niños se convierten en adolescentes, recibir un teléfono se considera un rito de paso en algunos países, lo que permite al propietario estar más conectado con sus compañeros, siendo una norma social tener uno a una edad temprana. Un artículo del Pew Research Center afirma que «casi tres cuartas partes de los adolescentes tienen o tienen acceso a un teléfono inteligente y el 30 % tienen un teléfono básico, mientras que solo el 12 % de los adolescentes de 13 a 15 años dicen que no tienen ningún tipo de teléfono móvil». Estos números están en aumento y el hecho de que la mayoría posee un teléfono móvil se ha convertido en una de las características que definen a esta generación. Como resultado de esto, «el 24 % de los adolescentes se conecta a internet casi constantemente».
Un estudio ha demostrado que en 2012 los adolescentes tenían más probabilidades de compartir diferentes tipos de información que en 2006. Sin embargo, toman medidas para proteger cierta información que no desean que sea compartida. Es más probable que «sigan» a otros en las redes sociales que «compartan» y que utilicen diferentes tipos de redes para diferentes propósitos.
Twitter e Instagram están ganando popularidad entre los miembros de esta generación, con un 24 % de adolescentes (y cada vez más) con acceso a internet que tienen cuenta de Twitter. Esto se debe, en parte, a que los padres no suelen utilizar estas redes sociales. También se observa que Snapchat ha generado atracción en la generación Z porque los vídeos, las imágenes y los mensajes se envían mucho más rápido que en la mensajería normal. La velocidad y la fiabilidad son factores importantes en la elección de la plataforma de redes sociales por parte de los miembros de la generación Z. Esta necesidad de comunicación rápida se presenta en aplicaciones populares como Vine y el uso frecuente de emojis.
La tecnología móvil, las redes sociales y el uso de internet se han vuelto cada vez más importantes para los adolescentes del siglo XXI. Los jóvenes están utilizando internet como una herramienta para adquirir habilidades sociales, que luego aplican a situaciones de la vida real y aprenden sobre cosas que les interesan. Aunque las redes sociales se utilizan para mantenerse al día con las noticias y conexiones globales, se usan principalmente para desarrollar y mantener relaciones con personas con las que están cerca, amigos y familiares, especialmente con aquellos a los que ven todos los días. Como resultado, el creciente uso de la tecnología móvil ha hecho que los miembros de esta generación pasen más tiempo en sus teléfonos inteligentes y en las redes sociales y ha hecho que el desarrollo de relaciones en línea se convierta en una nueva norma generacional. 
Los miembros de esta generación están generalmente en contra de la idea de photoshopping (borrar las imperfecciones de las fotos) y están en contra de cambiarse a sí mismos para ser considerados perfectos. Sus padres temen el uso excesivo de internet por parte de sus hijos y no les gusta la facilidad de acceso a información e imágenes inapropiadas, así como los sitios de redes sociales donde pueden tener acceso a personas de todo el mundo. Los niños se sienten molestos con sus padres y se quejan de que son demasiado controladores cuando se trata de su uso de Internet. Esta generación utiliza los medios de comunicación social y otros sitios para fortalecer los vínculos con los amigos y para desarrollar otros nuevos al interactuar con personas que de otro modo no habrían conocido en el mundo real, convirtiéndose en una herramienta para la creación de identidad.
Según Twenge, el lado negativo de esta generación es que son menos proclives a las relaciones cara a cara debido al uso extensivo de los teléfonos inteligentes. También se sienten más solos y excluidos. Una encuesta realizada por la agencia de publicidad J. Walter Thomson afirma que la mayoría de los adolescentes estadounidenses están preocupados por la forma en que la gente o sus amigos perciben sus mensajes. El 72 % de los encuestados dijeron que usaban las redes sociales a diario, y el 82 % dijeron que pensaban cuidadosamente sobre lo que publicaban en las redes sociales. Además, el 43 % dijo que lamentaba los mensajes publicados previamente.
Jason Dorsey, que dirige el Centro de Cinética Generacional, declaró en una charla de TEDxHouston que esta generación comenzó después de 1996 y perdura hasta el presente. Destacó las notables diferencias en la forma en que los milénicos y la generación Z consumen tecnología, en términos de uso de teléfonos inteligentes a una edad más temprana. El 18 % de la generación Z cree que está bien que un niño de 13 años tenga un teléfono inteligente, en comparación con el 4 % de las generaciones anteriores.
El desarrollo de la tecnología dio movilidad e inmediatez a los hábitos de consumo de esta generación. La economía a la carta, definida como «la actividad económica creada por las empresas de tecnología que satisfacen la demanda de los consumidores mediante el suministro inmediato de bienes y servicios», ha introducido cambios en la forma en que se entregan los bienes o servicios a los consumidores. Solo la generación que crezca en el centro de este período de transformación se establecerá como un consumidor exigente de inmediatez.
Una investigación realizada en 2017 señala que los patrones de uso de las redes sociales de esta generación pueden estar asociados con la soledad, la ansiedad y la fragilidad, y de acuerdo con los informes de 2018 de CDC, las niñas se ven desproporcionadamente más afectadas por los aspectos negativos de las redes sociales que los niños.
Investigadores de la Universidad de Essex analizaron datos de 10 000 familias entre 2010 y 2015. Dentro de cada familia, examinaron a los niños que habían crecido de 10 a 15 años durante estos años, y evaluaron su salud mental utilizando dos perspectivas: la felicidad y el bienestar a través de las perspectivas sociales, familiares y educativas. A la edad de 10 años, el 10 % de los sujetos femeninos reportaron el uso de las redes sociales, mientras que esto solo fue cierto para el 7 % de los sujetos masculinos. A los 15 años, esta variación se elevó al 53 % para las niñas y al 41 % para los niños. Este porcentaje puede explicar por qué más niñas reportaron haber experimentado ciberacoso, disminución de la autoestima e inestabilidad emocional, más que sus contrapartes masculinas.
Otros investigadores plantean la hipótesis de que las niñas se ven más afectadas por el uso de las redes sociales debido a la forma en que las usan. En un estudio realizado por el Pew Research Center en 2015, los investigadores descubrieron que mientras que el 78 % de las niñas informaron haber hecho amigos a través de las redes sociales, solo el 52 % de los niños podían decir lo mismo. Sin embargo, los niños no se ven explícitamente menos afectados por esta estadística. También encontraron que el 57 % de los niños afirmaban hacer amigos a través de los videojuegos, mientras que esto solo era cierto para el 13 % de las niñas. Otra encuesta del Pew Research Center realizada en abril de 2015 informó que las mujeres tienen más probabilidades que los hombres de utilizar Pinterest, Facebook e Instagram. En cambio, los hombres eran más propensos a utilizar los foros, los grupos de chat y Reddit.
El acoso cibernético es más común ahora que entre los milénicos: es más común entre las niñas, 22 % en comparación con el 10 % de los niños. Esto hace que las niñas se sientan más vulnerables a ser excluidas y socavadas.

### Arte y cultura

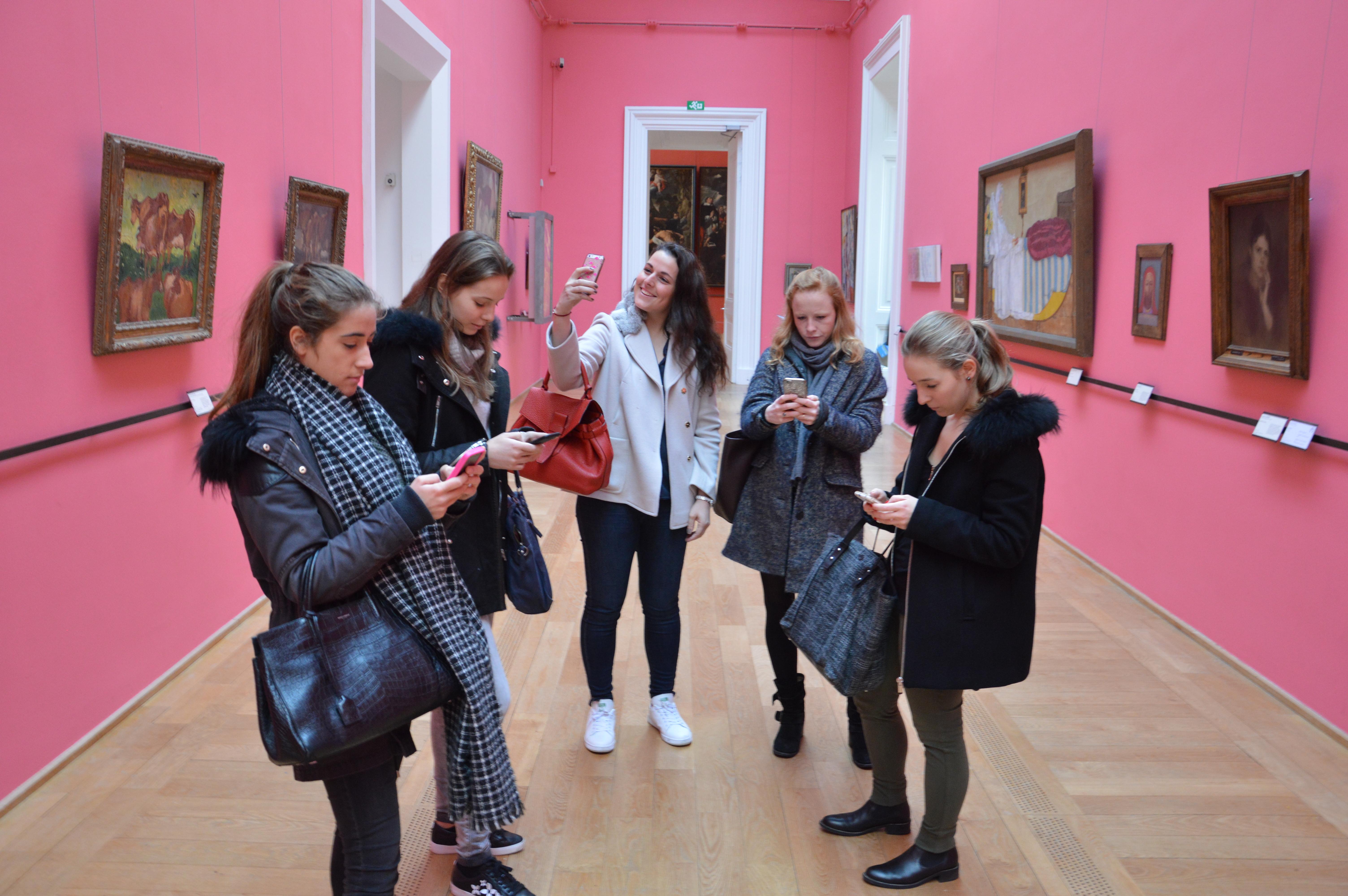

Según el Sweety High's 2018 Gen Z Music Consumption & Spending Report de la compañía Girls Gen Z Digital, Spotify ocupa el primer lugar en cuanto a la escucha de música entre esta generación, mientras que la radio terrestre ocupa el segundo lugar y YouTube es la plataforma preferida para el descubrimiento de música. YouTube contiene música de todos los géneros musicales y períodos de tiempo, lo que permite el acceso de esta generación a una amplia variedad de música que no habría sido fácil de conseguir para los adolescentes que alcanzaron la mayoría de edad en la era de las 40 mejores emisoras de radio o MTV. Además, Soundcloud y Bandcamp permiten a la generación Z el acceso a la música de artistas que aún no han firmado con un sello discográfico.

### Educación
Según una encuesta de la Universidad del Nordeste, el 81 % de la generación Z cree que es necesario obtener un título universitario para alcanzar las metas profesionales. A medida que esta generación ingresa en la educación secundaria y comienza a prepararse para la universidad, una de las principales preocupaciones es pagar la educación universitaria sin adquirir deudas. Los estudiantes señalan que trabajan duro en la educación secundaria con la esperanza de obtener becas y de que los padres paguen los costos universitarios que no están cubiertos por las becas. Los estudiantes también reportan interés en los programas de Reserve Officers Training Corps como un medio para cubrir los costos de la universidad. Según NeaToday, una publicación de la Asociación Nacional de Educación, dos tercios de los miembros de esta generación que ingresan a la universidad están preocupados por pagar sus costes. Un tercio planea depender de subvenciones y becas y un cuarto espera que sus padres cubran la mayor parte de los costos universitarios. Mientras que el costo de asistir a la universidad es increíblemente alto para la mayoría de los miembros de esta generación, según NeaToday, el 65 % dice que los beneficios de graduarse de la universidad exceden los costos. Esta generación está revolucionando el sistema educativo en distintos aspectos. Gracias en parte al aumento de la popularidad de la iniciativa empresarial y a los avances tecnológicos, las escuelas secundarias y universidades de todo el mundo están incluyendo la iniciativa empresarial en sus planes de estudio. Los padres de la generación Z podrían tener la imagen de que el primer negocio de sus hijos es un puesto de limonada o un lavadero de coches, pero esta generación tiene acceso a redes sociales, creadores de sitios web, impresoras 3D y plataformas de envío por correo, lo que les brinda oportunidades adicionales para iniciar un negocio a una edad temprana. Internet ha proporcionado un escaparate para que la generación Z venda sus ideas a gente de todo el mundo sin salir de su casa.

### Posturas políticas
Una encuesta realizada en 2017 por MTV y el Instituto de Investigación de la Religión Pública encontró que el 72 % de los estadounidenses de entre 15 y 24 años de edad tenían opiniones desfavorables del presidente Donald Trump. Según la Hispanic Heritage Foundation, los miembros estadounidenses de la generación Z tienden a ser más conservadores que los milénicos. Según una encuesta entre 83 298 estudiantes de la generación Z (definidos aquí como aquellos entre 14 y 18 años de edad en 2016) en Estados Unidos realizada por My College Options y la Hispanic Heritage Foundation en septiembre y octubre de 2016, el 32 % de los participantes apoyaron a Donald Trump, mientras que el 22 % apoyó a Hillary Clinton y el 31 % optó por no votar en las elecciones. Los resultados fueron muy distintos por razas: los estudiantes blancos y nativos americanos favorecieron a Trump por un margen de 33 y 20 puntos, respectivamente, y los estudiantes negros e hispanos favorecieron a Clinton por un margen de 40 y 22 puntos, respectivamente. Los estudiantes asiáticos estaban más divididos, favoreciendo a Clinton por un margen de 10 puntos. En contraste, en una elección falsa de 2016 entre estudiantes de las escuelas primarias superiores, intermedias y secundarias dirigida por Houghton Mifflin Harcourt, Hillary Clinton venció a Donald Trump, con Clinton recibiendo el 46 % de los votos, Donald Trump el 41 %, y otros candidatos recibiendo el 12 %.
En 2016, la Fundación Varkey y Populus realizaron un estudio internacional que examinó las actitudes de la generación Z en veinte países. La mayoría de los encuestados apoyaba el matrimonio entre personas del mismo sexo, los derechos de los transexuales y la igualdad de género. Los analistas de Goldman Sachs Robert Boroujerdi y Christopher Wolf describen a la generación Z como «más conservadora, más orientada al dinero, más emprendedora y pragmática sobre el dinero en comparación con los milénicos». Según una encuesta publicada en 2016 por The Gild, una consultora global de marcas, los miembros británicos de esta generación, definida aquí como las personas nacidas en 2001 y en adelante, son más conservadoras que las milénicas, las de la generación X y las de la generación de los baby boomers con respecto a la legalización de la marihuana, las cuestiones transgénero y el matrimonio entre personas del mismo sexo. Un estudio realizado por el Pew Research Center encontró que la generación Z en Estados Unidos tiene puntos de vista similares a los de los milénicos en temas políticos y sociales clave. Por ejemplo, una mayoría cree que el gobierno debería hacer más para resolver sus problemas.
En un estudio realizado en 2015, el Centro de Cinética Generacional descubrió que la generación Z estadounidense son menos optimistas sobre el estado de la economía de Estados Unidos que sus predecesores de generación, los milénicos.
La Marcha por nuestras vidas, una manifestación en 2018 después del tiroteo en la escuela secundaria Stoneman Douglas de Parkland, fue descrita por la CNBC como un indicador del poder político de la generación Z. El periodista Arick Wierson declaró que «los políticos de ambos partidos principales deben tomar nota». En marzo de 2018, los supervivientes del tiroteo en la escuela secundaria Stoneman Douglas de Parkland, ellos mismos miembros de la generación Z, comenzaron a referirse a sí mismos como la generación del tiroteo masivo, aunque los tiroteos escolares como la masacre de la Escuela Secundaria de Columbine también han sido asociados con generaciones anteriores. Un artículo titulado Dear National Rifle Association: We Won't Let You Win, From, Teenagers publicado en marzo de 2018 en The New York Times, describe a la generación Z como la generación después de los milénicos que «no olvidarán a los funcionarios electos que dieron la espalda a su deber de proteger a los niños». Sin embargo, según The Washington Post, la edad promedio de los asistentes a la marcha fue de 49 años, y solo alrededor del 10 % de los participantes eran menores de 18 años.
En 2024 los hombres de la Gen Z votaron mayoritariamente por Donald Trump. Zillenials fueron candidatos al congreso en aquella elección. Además, para ese mismo año, un número significativo de personas de la Generación Z que se han convertido al catolicismo, han optado por su rama más tradicional.

### Empleo
Kimberly Fries, colaboradora de Forbes, sostiene que las características de la generación Z son la aceptación de nuevas ideas y una concepción diferente de la libertad de las generaciones anteriores.
A pesar de la competencia tecnológica que poseen, Alexandra Levit de The New York Times argumenta que los miembros de la generación Z en realidad prefieren el contacto persona a persona en lugar de la interacción en línea. Como resultado de las redes sociales y la tecnología a la que están acostumbrados, dice que esta generación está bien preparada para un ambiente de negocios global. Alex Williams argumenta que la generación Z ya no quiere solo un trabajo: quieren un sentimiento de satisfacción y emoción en su trabajo que ayude a hacer avanzar el mundo. Levit dice que la generación Z está ansiosa por participar en su comunidad y en su futuro, y que antes de la universidad, la generación Z ya está en su mundo buscando cómo aprovechar las oportunidades profesionales que les darán experiencia para el futuro.

## Sucesores
Matt Carmichael, exdirector de estrategia de datos de Ad Age, señaló en 2015 que muchos grupos estaban «compitiendo para encontrar el ingenioso nombre» de la generación siguiente a la generación Z. Mark McCrindle ha sugerido Generation Alpha, señalando que las disciplinas científicas a menudo se trasladan al alfabeto griego después de agotar el alfabeto romano, y Generation Glass, por las pantallas digitales que se han convertido en el principal medio para compartir contenidos. McCrindle ha predicho que está próxima generación será «la generación más formalmente educada de la historia, la generación más dotada de tecnología de todos los tiempos, y globalmente la generación más rica de todos los tiempos».
| Predecesor: Millennials | Zoomers | Sucesor: Generación Alfa |